# Donna Reardon
Pour les articles homonymes, voir Reardon.
Donna Reardon est une femme politique canadienne, qui est élue en 2021 mairesse de Saint-Jean au Nouveau-Brunswick.

## Biographie
Elle est élue conseillère municipale en mai 2012, et réélue en 2016. Elle est ensuite élue comme mairesse de Saint-Jean aux élections municipales du Nouveau-Brunswick le 25 mai 2021.
Elle est la troisième mairesse de Saint-Jean, suite à Elsie Wayne (1983-1993) et Shirley McAlary (1995-2004).
Elle possède une formation de diététicienne et a travaillé comme administratrice à la pratique médicale de son mari,.